# 15.ª etapa del Tour de Francia 2022
La 15.ª etapa del Tour de Francia 2022 tuvo lugar el 17 de julio de 2022 entre Rodez y Carcasona sobre un recorrido de 202,5 km. El vencedor fue el belga Jasper Philipsen del Alpecin-Deceuninck y el danés Jonas Vingegaard mantuvo el liderato antes de la última jornada de descanso.

## Clasificación de la etapa
| Rodez - Carcasona | etapa llana | (202,5 km) |

| \| Clasificación de la etapa \| Clasificación de la etapa \| Clasificación de la etapa \| Clasificación de la etapa \| Clasificación de la etapa \| \| Ciclista \| Ciclista \| Equipo \| Tiempo \| \| \| ------------------------- \| ------------------------- \| ---------------------------------- \| ------------------------- \| ------------------------- \| \| 1.º \| Jasper Philipsen \| Alpecin-Deceuninck \| 4 h 27 min 27 s \| \| \| 2.º \| Wout van Aert \| Jumbo-Visma \| + 0 s \| \| \| 3.º \| Mads Pedersen \| Trek-Segafredo \| + 0 s \| \| \| 4.º \| Peter Sagan \| TotalEnergies \| + 0 s \| \| \| 5.º \| Danny van Poppel \| Bora-Hansgrohe \| + 0 s \| \| \| 6.º \| Dylan Groenewegen \| BikeExchange-Jayco \| + 0 s \| \| \| 7.º \| Florian Sénéchal \| Quick-Step Alpha Vinyl \| + 0 s \| \| \| 8.º \| Luca Mozzato \| B&B Hotels-KTM \| + 0 s \| \| \| 9.º \| Andrea Pasqualon \| Intermarché-Wanty-Gobert Matériaux \| + 0 s \| \| \| 10.º \| Fred Wright \| Bahrain Victorious \| + 0 s \| \| |                   |                                    |                 |
| |                   |                                    |                 |
| Fuente: ProCyclingStats |                   |                                    |                 |
| Clasificación de la etapa |                   |                                    |                 |
| Ciclista | Ciclista          | Equipo                             | Tiempo          |
| 1.º | Jasper Philipsen  | Alpecin-Deceuninck                 | 4 h 27 min 27 s |
| 2.º | Wout van Aert     | Jumbo-Visma                        | + 0 s           |
| 3.º | Mads Pedersen     | Trek-Segafredo                     | + 0 s           |
| 4.º | Peter Sagan       | TotalEnergies                      | + 0 s           |
| 5.º | Danny van Poppel  | Bora-Hansgrohe                     | + 0 s           |
| 6.º | Dylan Groenewegen | BikeExchange-Jayco                 | + 0 s           |
| 7.º | Florian Sénéchal  | Quick-Step Alpha Vinyl             | + 0 s           |
| 8.º | Luca Mozzato      | B&B Hotels-KTM                     | + 0 s           |
| 9.º | Andrea Pasqualon  | Intermarché-Wanty-Gobert Matériaux | + 0 s           |
| 10.º | Fred Wright       | Bahrain Victorious                 | + 0 s           |

## Clasificaciones al final de la etapa

### Clasificación general(Maillot Jaune)
| \| Clasificación general \| Clasificación general \| Clasificación general \| Clasificación general \| Clasificación general \| \| Ciclista \| Ciclista \| Equipo \| Tiempo \| \| \| --------------------- \| --------------------- \| ---------------------------------- \| --------------------- \| --------------------- \| \| 1.º \| Jonas Vingegaard \| Jumbo-Visma \| 59 h 58 min 28 s \| \| \| 2.º \| Tadej Pogačar \| UAE Team Emirates \| + 2 min 22 s \| \| \| 3.º \| Geraint Thomas \| Ineos Grenadiers \| + 2 min 43 s \| \| \| 4.º \| Romain Bardet \| Team DSM \| + 3 min 01 s \| \| \| 5.º \| Adam Yates \| Ineos Grenadiers \| + 4 min 06 s \| \| \| 6.º \| Nairo Quintana \| Arkéa-Samsic \| + 4 min 15 s \| \| \| 7.º \| Louis Meintjes \| Intermarché-Wanty-Gobert Matériaux \| + 4 min 24 s \| \| \| 8.º \| David Gaudu \| Groupama-FDJ \| + 4 min 24 s \| \| \| 9.º \| Thomas Pidcock \| Ineos Grenadiers \| + 8 min 49 s \| \| \| 10.º \| Enric Mas \| Movistar Team \| + 9 min 58 s \| \| |                  |                                    |                  |
| |                  |                                    |                  |
| Fuente: ProCyclingStats |                  |                                    |                  |
| Clasificación general |                  |                                    |                  |
| Ciclista | Ciclista         | Equipo                             | Tiempo           |
| 1.º | Jonas Vingegaard | Jumbo-Visma                        | 59 h 58 min 28 s |
| 2.º | Tadej Pogačar    | UAE Team Emirates                  | + 2 min 22 s     |
| 3.º | Geraint Thomas   | Ineos Grenadiers                   | + 2 min 43 s     |
| 4.º | Romain Bardet    | Team DSM                           | + 3 min 01 s     |
| 5.º | Adam Yates       | Ineos Grenadiers                   | + 4 min 06 s     |
| 6.º | Nairo Quintana   | Arkéa-Samsic                       | + 4 min 15 s     |
| 7.º | Louis Meintjes   | Intermarché-Wanty-Gobert Matériaux | + 4 min 24 s     |
| 8.º | David Gaudu      | Groupama-FDJ                       | + 4 min 24 s     |
| 9.º | Thomas Pidcock   | Ineos Grenadiers                   | + 8 min 49 s     |
| 10.º | Enric Mas        | Movistar Team                      | + 9 min 58 s     |

### Clasificación por puntos(Maillot Vert)
| Clasificación por puntos | Clasificación por puntos | Clasificación por puntos | Clasificación por puntos | Clasificación por puntos |
| Ciclista                 | Ciclista                 | Equipo                   | Puntos                   |                          |
| ------------------------ | ------------------------ | ------------------------ | ------------------------ | ------------------------ |
| 1.º                      | Wout van Aert            | Jumbo-Visma              | 378 pts                  |                          |
| 2.º                      | Tadej Pogačar            | UAE Team Emirates        | 182 pts                  |                          |
| 3.º                      | Jasper Philipsen         | Alpecin-Deceuninck       | 176 pts                  |                          |
| 4.º                      | Mads Pedersen            | Trek-Segafredo           | 158 pts                  |                          |
| 5.º                      | Fabio Jakobsen           | Quick-Step Alpha Vinyl   | 155 pts                  |                          |
| 6.º                      | Christophe Laporte       | Jumbo-Visma              | 121 pts                  |                          |
| 7.º                      | Michael Matthews         | BikeExchange-Jayco       | 118 pts                  |                          |
| 8.º                      | Peter Sagan              | TotalEnergies            | 104 pts                  |                          |
| 9.º                      | Jonas Vingegaard         | Jumbo-Visma              | 96 pts                   |                          |
| 10.º                     | Fred Wright              | Bahrain Victorious       | 83 pts                   |                          |

### Clasificación de la montaña(Maillot à Pois Rouges)
| Clasificación de la montaña | Clasificación de la montaña | Clasificación de la montaña        | Clasificación de la montaña | Clasificación de la montaña |
| Ciclista                    | Ciclista                    | Equipo                             | Puntos                      |                             |
| --------------------------- | --------------------------- | ---------------------------------- | --------------------------- | --------------------------- |
| 1.º                         | Simon Geschke               | Cofidis                            | 46 pts                      |                             |
| 2.º                         | Louis Meintjes              | Intermarché-Wanty-Gobert Matériaux | 39 pts                      |                             |
| 3.º                         | Neilson Powless             | EF Education-EasyPost              | 37 pts                      |                             |
| 4.º                         | Jonas Vingegaard            | Jumbo-Visma                        | 36 pts                      |                             |
| 5.º                         | Giulio Ciccone              | Trek-Segafredo                     | 35 pts                      |                             |
| 6.º                         | Pierre Latour               | TotalEnergies                      | 35 pts                      |                             |
| 7.º                         | Thomas Pidcock              | Ineos Grenadiers                   | 28 pts                      |                             |
| 8.º                         | Anthony Perez               | Cofidis                            | 26 pts                      |                             |
| 9.º                         | Tadej Pogačar               | UAE Team Emirates                  | 28 pts                      |                             |
| 10.º                        | Chris Froome                | Israel-Premier Tech                | 22 pts                      |                             |

### Clasificación del mejor joven(Maillot Blanc)
| Clasificación del mejor joven | Clasificación del mejor joven | Clasificación del mejor joven      | Clasificación del mejor joven | Clasificación del mejor joven |
| Ciclista                      | Ciclista                      | Equipo                             | Tiempo                        |                               |
| ----------------------------- | ----------------------------- | ---------------------------------- | ----------------------------- | ----------------------------- |
| 1.º                           | Tadej Pogačar                 | UAE Team Emirates                  | 60 h 00 min 50 s              |                               |
| 2.º                           | Thomas Pidcock                | Ineos Grenadiers                   | + 6 min 27 s                  |                               |
| 3.º                           | Brandon McNulty               | UAE Team Emirates                  | + 57 min 43 s                 |                               |
| 4.º                           | Matteo Jorgenson              | Movistar Team                      | + 58 min 42 s                 |                               |
| 5.º                           | Andreas Leknessund            | Team DSM                           | + 1 h 13 min 44 s             |                               |
| 6.º                           | Michael Storer                | Groupama-FDJ                       | + 1 h 23 min 02 s             |                               |
| 7.º                           | Kevin Geniets                 | Groupama-FDJ                       | + 1 h 31 min 42 s             |                               |
| 8.º                           | Georg Zimmermann              | Intermarché-Wanty-Gobert Matériaux | + 1 h 33 min 20 s             |                               |
| 9.º                           | Fred Wright                   | Bahrain Victorious                 | + 1 h 44 min 35 s             |                               |
| 10.º                          | Andreas Kron                  | Lotto-Soudal                       | + 1 h 58 min 19 s             |                               |

### Clasificación por equipos(Classement par Équipe)
| Clasificación por equipos | Clasificación por equipos | Clasificación por equipos | Clasificación por equipos |
| Equipo                    | Equipo                    | Tiempo                    |                           |
| ------------------------- | ------------------------- | ------------------------- | ------------------------- |
| 1.º                       | Ineos Grenadiers          | 79 h 46 min 42 s          |                           |
| 2.º                       | Jumbo-Visma               | + 35 min 16 s             |                           |
| 3.º                       | Groupama-FDJ              | + 39 min 29 s             |                           |
| 4.º                       | UAE Team Emirates         | + 1 h 04 min 39 s         |                           |
| 5.º                       | Bora-Hansgrohe            | + 1 h 09 min 30 s         |                           |
| 6.º                       | Movistar Team             | + 1 h 43 min 33 s         |                           |
| 7.º                       | Bahrain Victorious        | + 1 h 58 min 34 s         |                           |
| 8.º                       | Arkéa-Samsic              | + 2 h 09 min 40 s         |                           |
| 9.º                       | EF Education-EasyPost     | + 2 h 10 min 58 s         |                           |
| 10.º                      | Team DSM                  | + 2 h 28 min 07 s         |                           |

## Abandonos
Primož Roglič, con molestias tras su caída en la 5.ª etapa, y Magnus Cort y Simon Clarke, ambos por positivo en COVID-19, no tomaron la salida. Por su parte, Steven Kruijswijk no completó la etapa tras sufrir una caída y Michael Mørkøv llegó fuera de control.